# Локальный поисковик

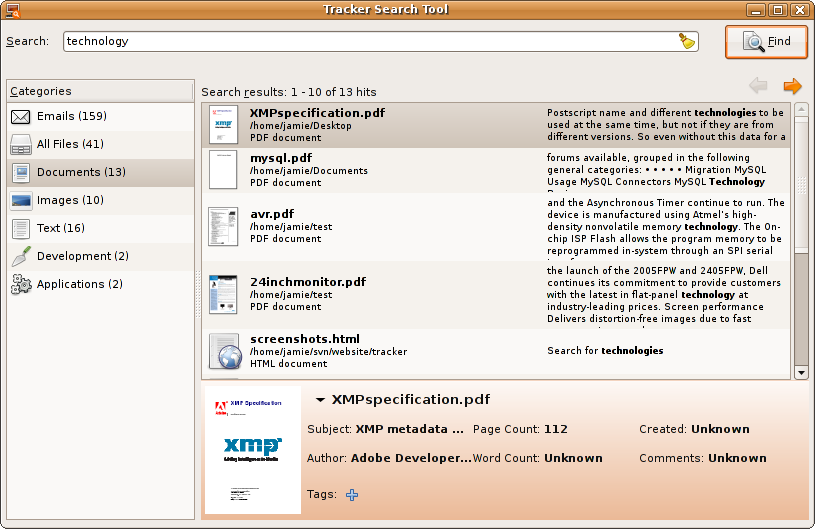
Локальный поисковик Tracker

Локальный поисковик или персональный поиск — программное обеспечение для быстрого поиска информации в файлах пользователя. Другими словами, это поисковая система, которая выполняет поиск не в интернете, а на запоминающем устройстве, подключённом к персональному компьютеру пользователя.
Локальные поисковики могут искать информацию в электронной почте, в журнале посещённых страниц браузера и в клиентах мгновенных сообщений, в аудио- и видеофайлах, и просто в офисных и текстовых документах.

## Реализации
Кроссплатформенные:
- DocFetcher
- Launchy
- Recoll
- Strigi
- Tropes Zoom[англ.]
- Xapian

Для Microsoft Windows:
- Copernic Desktop Search
- Everything
- Google Desktop (поддержка окончена 14 сентября 2011)
- Персональный поиск Яндекса (поддержка приостановлена 12 июля 2007)
- Yahoo! Desktop Search
- Locate32
- Windows Search
- Архивариус 3000[1]
- Ищейка[источник не указан 16 дней]

Для Mac OS X:
- Spotlight

Для Linux и Unix:
- Beagle
- Google Desktop (поддержка окончена 14 сентября 2011)
- Tracker